# Лисово (Сарапульський район)
Ли́сово (рос. Лысово) — присілок в Сарапульському районі Удмуртії, Росія.
Урбаноніми:
- вулиці — Зарічна, Центральна
- провулки — Лісовий

## Населення
Населення становить 116 осіб (2010, 112 у 2002).
Національний склад (2002):
- росіяни — 88 %